# Antisocial (filme)
Antisocial é um filme canadense de 2013, dos gêneros terror e ficção científica, dirigido por Cody Calahan.

## Sinopse
Sam é uma jovem estudante universitária que recentemente foi abandonada por seu namorado por meio de um bate-papo por vídeo. Para levantar seu ânimo, Sam decide aceitar a oferta de seu amigo Mark para comparecer a uma pequena festa para comemorar o Ano Novo. Uma vez lá, as coisas parecem estar indo bem até que seu amigo Jed liga a televisão, que exibe uma notícia sobre um ato de violência aparentemente isolado. 

## Elenco
- Michelle Mylett como Sam Reznor
- Cody Ray Thompson como Mark Archibald
- Adam Christie como Jed Erickson
- Ana Alic como Kaitlin Cosgrove
- Romaine Waite como Steve McDonald
- Ry Barrett como Chad Wilson
- Eitan Shalmon como Brian
- Laurel Brandes como Tara Reiner
- Kate Vokral como Julia
- Charlie Hamilton como Dan Hamilton
- Colin Murphy como o médico
- Jeff Maher como apresentador de TV
- Robert Nolan como padre